# 千僧駐屯地
千僧駐屯地（せんぞちゅうとんち、JGSDF Camp Senzo）は兵庫県伊丹市広畑1-1に所在し、第3師団司令部等が駐屯する陸上自衛隊の駐屯地である。

## 概要
最寄の演習場は、長尾山演習場。駐屯地司令は、第3師団副師団長が兼務。至近距離に伊丹駐屯地、川西駐屯地がある。「千僧」という語は地元の千僧と同じく、「せんぞ」と読むが、かつての陸上自衛隊のウェブサイトでは「せんぞう」と振り仮名がついていた。この誤りは2014年（平成26年）から残り続け、2016年（平成28年）7月29日に訂正された。

## 沿革
警察予備隊千僧駐屯地
- 1952年（昭和27年）1月23日：千僧駐屯地開設により、第3施設大隊および第3武器中隊が善通寺駐屯地から移駐。

陸上自衛隊千僧駐屯地
- 1954年（昭和29年）7月1日：陸上自衛隊へ移管[3]。
- 1957年（昭和32年）12月：第303地区施設隊が出雲駐屯地へ移駐。
- 1959年（昭和34年）12月20日：第3管区総監部が伊丹駐屯地から移駐。
- 1962年（昭和37年）
  - 1月18日：師団制施行により、第3管区総監部が第3師団（乙）司令部へ称号変更。
  - 2月10日：第3偵察隊が今津駐屯地から移駐。
- 1970年（昭和45年）3月10日：第3師団が甲師団に改編。
- 1975年（昭和50年）8月1日：第3師団改編に伴い、第3師団音楽隊が正規編成となり第3音楽隊が新編。
- 1992年（平成04年）3月27日：第3武器隊･第3補給隊･第3輸送隊･第3衛生隊（大津駐屯地）を統合し、第3後方支援連隊が新編。
- 1994年（平成06年）3月28日：第3師団が乙師団に改編。

1. 第3施設大隊が大久保駐屯地へ移駐。
2. 第3後方支援連隊衛生隊が大津駐屯地から移駐[4]。

- 2006年（平成18年）3月27日：即応近代化師団（政経中枢型）への改編に伴い、第3師団司令部付隊化学防護小隊が第3特殊武器防護隊として新編。
- 2023年（令和05年）3月15日：第3偵察隊が第3戦車大隊（今津駐屯地）との統合により廃止、第3偵察戦闘大隊となり今津駐屯地に移駐。

## 駐屯部隊

### 中部方面隊隷下部隊
- 第3師団
  - 第3師団司令部
  - 第3後方支援連隊
    - 第3後方支援連隊本部
    - 第3後方支援連隊本部付隊
    - 第1整備大隊（施設整備隊除く）
    - 補給隊
    - 輸送隊
    - 衛生隊

  - 第3通信大隊
  - 第3特殊武器防護隊
  - 第3師団司令部付隊
  - 第3音楽隊
- 中部方面システム通信群
  - 第104基地システム通信大隊
    - 第318基地通信中隊
- 中部方面会計隊
  - 第352会計隊
- 千僧駐屯地業務隊

### 防衛大臣直轄部隊
- 警務隊
  - 中部方面警務隊
    - 第131地区警務隊

## 最寄の幹線交通
- 高速道路：中国自動車道宝塚IC/BS
- 一般道：国道171号、国道176号、 尼崎池田線
- 鉄道：JR西日本福知山線北伊丹駅、阪急電鉄伊丹線伊丹駅
- 港湾：神戸港、大阪港（共に指定特定重要港湾）、尼崎西宮芦屋港（重要港湾）
- 飛行場：大阪国際空港（第一種空港）、神戸空港（第三種空港）、舞洲ヘリポート、神戸ヘリポート

## 災害派遣等
平成7年の阪神・淡路大震災、平成9年のナホトカ号重油流出事故、平成16年の鳥インフルエンザ防疫作業、新潟県中越地震、平成17年のJR福知山線脱線事故などの災害派遣、UNDOF派遣、イラク人道復興支援などの国際貢献に積極的に参加した。